# József Windecker
József Windecker (sinh 2 tháng 12 năm 1992 ở Szeged, Hungary) là một cầu thủ bóng đá Hungary, hiện tại thi đấu cho đội bóng Hungary Újpest.

## Thống kê câu lạc bộ
| Câu lạc bộ          | Mùa giải | Giải vô địch | Giải vô địch | Cúp  | Cúp | Cúp Liên đoàn | Cúp Liên đoàn | Châu Âu | Châu Âu | Tổng | Tổng |
| Câu lạc bộ          | Mùa giải | Trận         | Bàn          | Trận | Bàn | Trận          | Bàn           | Trận    | Bàn     | Trận | Bàn  |
| ------------------- | -------- | ------------ | ------------ | ---- | --- | ------------- | ------------- | ------- | ------- | ---- | ---- |
| Győr                |          |              |              |      |     |               |               |         |         |      |      |
| 2009–10             | 0        | 0            | 2            | 0    | 0   | 0             | 0             | 0       | 2       | 0    |      |
| 2010–11             | 1        | 0            | 2            | 0    | 1   | 0             | 0             | 0       | 4       | 0    |      |
| 2011–12             | 10       | 0            | 5            | 2    | 3   | 0             | 0             | 0       | 18      | 2    |      |
| 2014–15             | 9        | 0            | 3            | 0    | 3   | 0             | 2             | 0       | 17      | 0    |      |
| Tổng                | 20       | 0            | 12           | 2    | 7   | 0             | 2             | 0       | 41      | 2    |      |
| Siófok              |          |              |              |      |     |               |               |         |         |      |      |
| 2012–13             | 21       | 2            | 4            | 0    | 4   | 0             | 0             | 0       | 29      | 2    |      |
| Tổng                | 21       | 2            | 4            | 0    | 4   | 0             | 0             | 0       | 29      | 2    |      |
| Paks                |          |              |              |      |     |               |               |         |         |      |      |
| 2013–14             | 22       | 2            | 1            | 0    | 1   | 0             | 0             | 0       | 24      | 2    |      |
| Tổng                | 22       | 2            | 1            | 0    | 1   | 0             | 0             | 0       | 24      | 2    |      |
| Tổng cộng sự nghiệp |          | 63           | 4            | 17   | 2   | 12            | 0             | 2       | 0       | 94   | 6    |

Cập nhật theo các trận đấu đã diễn ra tính đến ngày 9 tháng 12 năm 2014.